# Andrej Vasjanovič
Andrej Aleksandrovič Vasjanovič (in russo Андрей Александрович Васянович?; 13 giugno 1988) è un calciatore russo, difensore del Lisne.